# Зенґвірт
Зенґвірт (пол. Zęgwirt) — село в Польщі, у гміні Лисомиці Торунського повіту Куявсько-Поморського воєводства.
Населення — 127 осіб (2011).
У 1975-1998 роках село належало до Торунського воєводства.

## Демографія
Демографічна структура станом на 31 березня 2011 року:
|          | Загалом | Допрацездатний вік | Працездатний вік | Постпрацездатний вік |
| -------- | ------- | ------------------ | ---------------- | -------------------- |
| Чоловіки | 69      | 22                 | 45               | 2                    |
| Жінки    | 58      | 11                 | 35               | 12                   |
| Разом    | 127     | 33                 | 80               | 14                   |